# Anna Karina
Anna Karina, właśc. Hanne Karen Blarke Bayer (ur. 22 września 1940 w Solbjergu, przedmieściu Aarhus, zm. 14 grudnia 2019 w Paryżu) – francuska aktorka duńskiego pochodzenia kojarzona z francuską Nową Falą.

## Kariera
Jej matka była właścicielką sklepu z odzieżą, a ojciec, który opuścił rodzinę rok po jej urodzeniu, był kapitanem statku. W wieku 14 lat zagrała w krótkometrażowym filmie, który został nagrodzony w Cannes. W Danii jako młoda dziewczyna, by zarobić na życie, śpiewała w kabaretach, grała w reklamach i sprzedawała namalowane przez siebie obrazy. W 1958, po kłótni z matką, pojechała autostopem do Paryża.
Kiedy miała 17 lat w kawiarni Les Deux Magots w Paryżu podeszła do niej kobieta z agencji reklamowej, która poprosiła ją o zrobienie kilku zdjęć. Wkrótce zaczęła pracować jako modelka i ostatecznie odniosła sukces, pozując do kilku czasopism, w tym „Elle”. Poznała Pierre’a Cardin i Coco Chanel, która namówiła ją do przybrania pseudonimu Anna Karina. Pseudonim nawiązuje do powieści Lwa Tołstoja Anna Karenina.
Jean-Luc Godard, wtedy krytyk filmowy „Cahiers du cinéma”, po raz pierwszy zobaczył Karinę w serii reklam żelu pod prysznic Palmolive, w których pozowała w wannie, i zaoferował jej niewielką rolę w filmie Do utraty tchu, jednak odmówiła ze względu na sceny nagości. Zagrała postać Véroniki Dreyer w jego kolejnym filmie Żołnierzyk (Le petit soldat, 1960).
Na 11. MFF w Berlinie została nagrodzona Srebrnym Niedźwiedziem dla najlepszej aktorki za rolę Angeli w filmie Kobieta jest kobietą (1961). W 1967 Serge Gainsbourg powierzył jej tytułową rolę w komedii muzycznej Anna. W 1988 była nominowana do Cezara dla najlepszej aktorki drugoplanowej za rolę Loli w Cayenne Palace.
Wystąpiła w 80 filmach i 7 serialach. Pisała również scenariusze i reżyserowała, a także występowała jako piosenkarka. 
Była czterokrotnie zamężna. Jej ostatnim mężem był Dennis Berry. Chora na raka, zmarła 14 grudnia 2019 w paryskim szpitalu, w wieku 79 lat.

## Nagrody
- Nagroda na MFF w Berlinie 1961: Najlepsza aktorka - Kobieta jest kobietą